# István Thomán
István Thomán (ungerskt uttal: [ˈiʃtvaːn ˈtomaːn]), född 4 november 1862, död 22 september 1940, var en ungersk pianist och musikpedagog. Han var elev till Franz Liszt och bland hans egna elever märks Béla Bartók, Ernő Dohnányi och Georges Cziffra.